# Мотикальська волость
Мотикальська волость — адміністративно-територіальна одиниця Берестейського повіту Гродненської губернії Російської імперії. Волосний центр — село Мотикали.
На 1885 р. у волості налічувалось 25 сіл (об'єднаних у 19 громад), 436 дворів, 2 574 чоловіки і 2 408 жінок, 11 907 десятин землі (6 606 десятин орної).
За Берестейським миром, підписаним 9 лютого 1918 року територія волості ввійшла до складу Української Народної Республіки.

## У складі Польщі
Після окупації в лютому 1919 р. поляками Полісся волость назвали ґміна Мотикали, входила до Берестейського повіту Поліського воєводства Польської республіки. Центром ґміни було село Мотикали.
За переписом 1921 року в 43 поселеннях ґміни налічувалось 663 будинки і 4179 мешканців (720 римокатоликів, 3442 православні, 8 євангелістів, 1 греко-католик і 8 юдеїв).
Розпорядженням Міністра внутрішніх справ Польщі 23 березня 1928 р. до ґміни приєднано ліквідовану ґміну Лищице.
Волость (ґміна) ліквідована 15 січня 1940 року через утворення Мотикалівського району.